# کان-زاکورا
کان-زاکورا (به ژاپنی: 寒桜 カンザクラ Kanzakura) (نام علمی: Cerasus x kanzakura 'Kanzakura' Makino) نام یک نوع درخت ساکورای باغی است. از ترکیب کانهی-زاکورا و یاما-زاکورا به وجود آمده‌است. اگر انواعی از ساکورا مثل فویو-زاکورا را که از پاییز تا بهار گل آن‌ها شکوفاست را در نظر نگیریم، از تمامی انواع دیگر ساکورا زودتر شکوفا می‌شود. در برخی نواحی توکیو حتی در ماه ژانویه گل آن شکوفا می‌شود. تفاوت شکل گل آن با کانهی-زاکورا در کمرنگ‌تر بودن آن و باز شدن بیشتر گلبرگ‌های آن است.

## ویژگی گل
- تعداد گلبرگ: ۵ عدد
- رنگ:صورتی
- قطر گل: ۲٫۲ تا ۳٫۲ سانتیمتر
- زمان گل دهی:اواخر فوریه اوایل مارس
- محل نمونه:باغ گیاه‌شناسی جنگل تاما

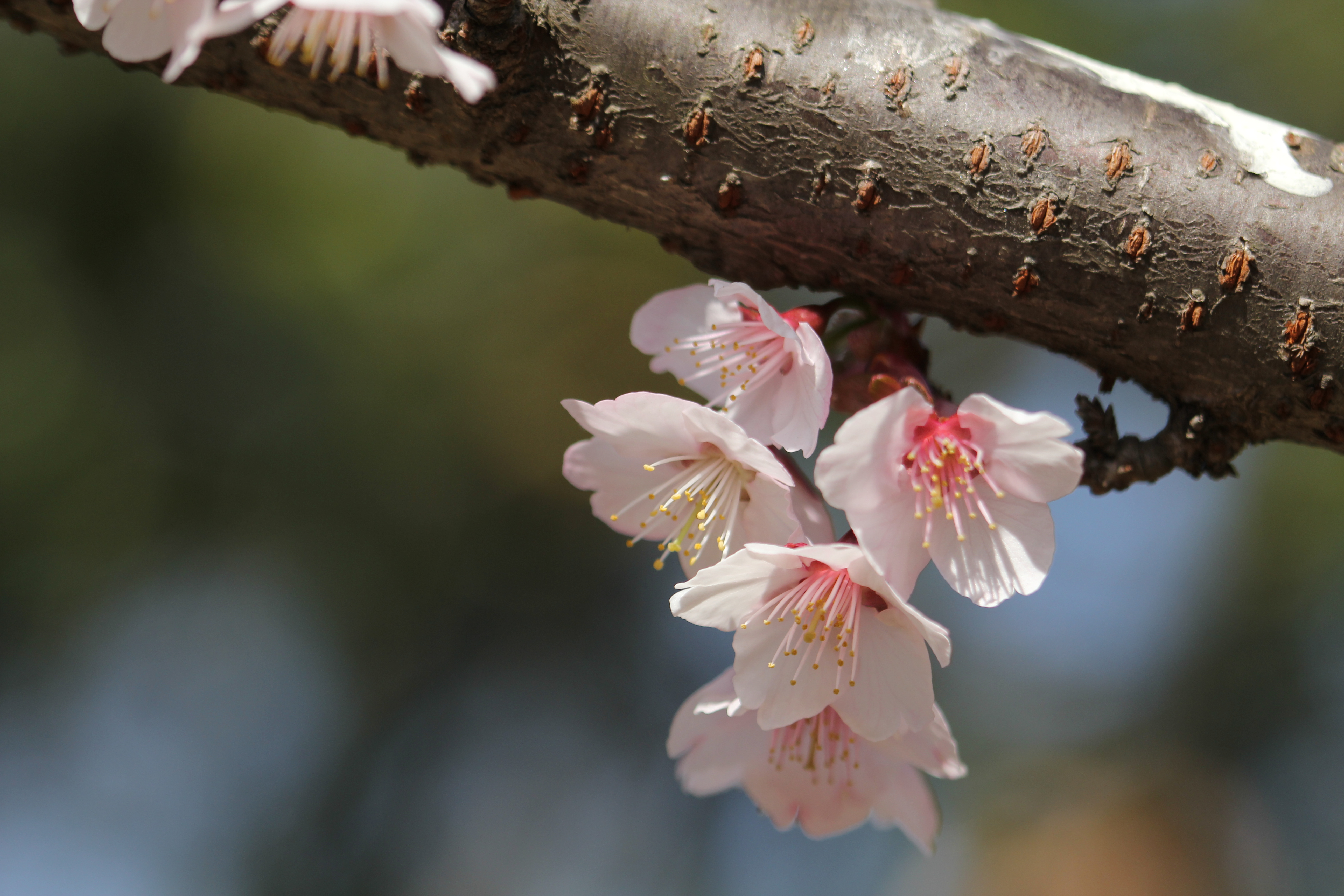
کان-زاکورا